# Federico Moretti
Pour les articles homonymes, voir Moretti.
Federico Moretti y Cascone, Conde de Moretti (né à Naples en Italie en 1769 et mort à Madrid en Espagne en 1839) est un militaire, compositeur et musicien italien.

## Biographie
Il naît à Naples, le 22 janvier 1769, dans une famille florentine noble et mourut à Madrid le 17 janvier 1839. Il est le frère du compositeur et guitariste Luigi Moretti. Le 24 mars 1820, il est marié avec Doña Bárbara Sánchez y Andrade.
Federico Moretti a étudié la musique avec Girolamo Masi. Grâce à son aide, il publia sa première version (manuscrite) à Naples en 1786.

## Œuvres
- Gramática razonada musical[1]
- Principios para tocar la guitarra de seis ordenes, precedidos de los Elementos generales de la musicaMoretti, Federico ; 1765-1838 ;, « Principios para tocar la guitarra de seis ordenes, precedidos de los Elementos generales de la musica ; [Música notada] ; dedicados a la Reyna Nuestra Señora, por el capitan D. Federico Moretti, alferez de Reales Guardias Walonas ; grabados por Josef Rico ; », Europeana (consulté le 9 mars 2013)
- Amor difeso ; Componimento Drammatico ; Per celebrare lo sponsalicio dellª Ill.mo Sig.r Pietro Quintella... ; Posto in musica dallª Eccmo Sig.re Brigadiere D. Federico MorettiMoretti Frederico ; fl. 1800-1830 ;, « Amor difeso ; Componimento Drammatico ; Per celebrare lo sponsalicio dellª Ill.mo Sig.r Pietro Quintella... ; Posto in musica dallª Eccmo Sig.re Brigadiere D. Federico Moretti ; », Europeana (consulté le 9 mars 2013)

### Chansons avec accompagnement de piano ou de guitare
- Los amores del jitano [sic] [2]
- Boleras de la bola[3]
- Boleras del sonsonete ; con acompañamiento de piano forte y guitarra : extractadas de la Sinfonía característica española del maestro MercadanteMoretti, Federico ; 1765-1838 ;, « Boleras del sonsonete ; [Música notada] : ; con acompañamiento de piano forte y guitarra : extractadas de la Sinfonía característica española del maestro Mercadante ; [Federico Moretti] ; », Europeana (consulté le 9 mars 2013)
- Doce canciones con acompañamiento de guitarra[4]
- El amor y la amistad
- La PanchitaMoretti, Federico ; 1765-1838 ;, « La Panchita ; [Música notada] ; por D. F.M.G. ; », Europeana (consulté le 9 mars 2013)
- La promesaMoretti, Federico ; 1765-1838 ;, « La promesa ; [Música notada] ; por D. F.M.C. ; », Europeana (consulté le 9 mars 2013)
- Boleras de las habas verdesMoretti, Federico ; 1765-1838 ;, « Boleras de las habas verdes ; [Música notada] : ; con acompañamiento de piano-forte y guitarra ; compuestas espresamente [sic] y dedicadas a Don Francisco Xavier Mercadante por su amigo D. F.M.C. ; », Europeana (consulté le 9 mars 2013)
- La dudaMoretti, Federico ; 1765-1838 ;, « La duda ; [Música notada] ; por D. F.M.C. ; », Europeana (consulté le 9 mars 2013)

### Ouvrages théoriques
- Sistema uniclave ó Ensayo sobre uniformar las claves de la música, sujetándolas á una sola escala ; dedicado a la Académia Filarmónica de Bolonia por su individuo, el caballero don Federico MorettiMoretti, Federico ; 1765-1838 ;, « Sistema uniclave ó Ensayo sobre uniformar las claves de la música, sujetándolas á una sola escala ; [Texto impreso] ; dedicado a la Académia Filarmónica de Bolonia por su individuo, el caballero don Federico Moretti ; », Europeana (consulté le 9 mars 2013)